# Parasomnia (álbum)
Parasomnia es el decimosexto álbum de estudio de la banda estadounidense de metal progresivo Dream Theater, lanzado el 7 de febrero de 2025.  Es el primer álbum de estudio de la banda que cuenta con la participación del baterista original Mike Portnoy desde Black Clouds & Silver Linings (2009), tras más de quince años de ausencia. También es el primer álbum donde Portnoy no es acreditado como coproductor desde Falling into Infinity (1997). En lugar de ser un álbum conceptual convencional basado en una narrativa cohesiva, es un álbum conceptual temático sobre la parasomnia, que abarca una amplia gama de experiencias y comportamientos inusuales e indeseables que las personas experimentan mientras duermen, también conocidos como trastornos disruptivos del sueño.

## Antecedentes y producción
La intención de trabajar en el decimosexto álbum de estudio de su carrera fue mencionada por primera vez por el teclista Jordan Rudess, unos seis meses después de la publicación de A View from the Top of the World, hablando con VW Music sobre los planes futuros de la banda:

Después de que regresemos de su último show de la gira europea, tendremos un pequeño descanso. Y tras mis shows en solitario, Dream Theater continuará de gira con algunos shows en Japón, Sudamérica y más que se anunciarán a medida que avancemos. Cuando eso se calme, entraremos al estudio nuevamente y haremos un nuevo álbum, que será increíble. Así que, sí, cosas así están en el horizonte.

En octubre de 2022, el guitarrista John Petrucci declaró que Dream Theater comenzaría a grabar su decimosexto álbum de estudio a fines de 2023. Dos meses después, el James LaBrie dijo que no "veía [a la banda] entrando al estudio hasta principios de 2024", y agregó: "No creo que tenga sentido estar allí antes de esa fecha. Pero no me cites. Siempre hay algo que cambia".
El 25 de octubre de 2023, Dream Theater anunció que el baterista Mike Mangini salía del grupo pues Mike Portnoy volvía a la banda después de trece años, culminando así la reconciliación entre Portnoy, Petrucci, Rudess y LaBrie; LaBrie y Portnoy no habían hablado durante once años hasta su show de 2022 en Nueva York. La banda confirmó que grabará su primer álbum de estudio con Portnoy en quince años. Portnoy dijo en una entrevista con Rolling Stone: "No quiero ser demasiado filosófico al respecto, pero todos nos estamos haciendo mayores. Aquí estamos con 50 y 60 años. Empiezas a pensar en la realidad de, "¿Cuánto tiempo nos queda?" Odiaría que esto se convirtiera en una situación como la de Roger Waters con Pink Floyd o Peter Gabriel con Genesis, donde los fans lo quieren, pero nunca sucede".
El progreso de la continuación de A View from the Top of the World había comenzado en febrero de 2024, cuando Portnoy publicó fotos de DTHQ en su cuenta de Instagram, revelando que el álbum se estaba grabando. El 2 de abril de 2024, Petrucci y Portnoy anunciaron que toda la escritura y las pistas de batería estaban completas, y se realizaron más grabaciones hasta julio de ese año.
El 10 de octubre de 2024 lanzaron el primer sencillo del álbum, «Night Terror». También anunciaron el título, la lista de canciones y la fecha de lanzamiento del álbum. 

## Listado de canciones
Toda la música compuesta por John Petrucci, John Myung, Jordan Rudess, James LaBrie y Mike Portnoy.. 
| N.º   | Título                    | Letras         | Duración |  |
| 1.    | «In the Arms of Morpheus» | (instrumental) | 5:22     |  |
| 2.    | «Night Terror»            | John Petrucci  | 9:55     |  |
| 3.    | «A Broken Man»            | James Labrie   | 8:30     |  |
| 4.    | «Dead Asleep»             | Petrucci       | 11:06    |  |
| 5.    | «Midnight Messiah»        | Mike Portnoy   | 7:58     |  |
| 6.    | «Are We Dreaming?»        | (instrumental) | 1:28     |  |
| 7.    | «Bend the Clock»          | LaBrie         | 7:24     |  |
| 8.    | «The Shadow Man Incident» | Petrucci       | 19:32    |  |
| 71:15 |                           |                |          |  |

## Personal
- James LaBrie – voz principal
- John Petrucci – guitarras, coros, producción
- John Myung – bajo
- Jordan Rudess – teclados
- Mike Portnoy – batería, coros

Producción
- James "Jimmy T" Meslin: ingeniería, producción adicional
- Andy Sneap – ingeniería, mezcla y masterización
- Mark Gittins – Mezcla Dolby Atmos
- Hugh Syme – dirección de arte, ilustración, diseño

## Recepción
Parasomnia ha recibido críticas mayoritariamente positivas. Dom Lawson de Blabbermouth.net le dio al álbum una calificación de nueve sobre diez y escribió: "Dream Theater está de vuelta (aunque nunca se habían ido) y la magia que formó sus primeros clásicos atemporales está plasmada en este triunfo absoluto de un álbum de estudio".
El portal MetalSucks le dio al álbum 4 1/2 estrellas de 5, y afirmó: "Dream Theater nunca se fue, pero al mismo tiempo se siente como si hubieran vuelto, de alguna manera. Parasomnia está lleno de vigor renovado, lo que refleja la emoción palpable de su dedicada base de fans. Es de buen gusto, técnico cuando debe serlo, pero no demasiado, lo que lo hace accesible para casi cualquier persona, pero aún así tiene mucho para que los fanáticos de la teoría se sienten y analicen. No es solo gran metal progresivo, es música genial y punto. Cualquiera que aprecie la música en cualquier capacidad seguramente encontrará algo para disfrutar en este álbum. Si el ciudadano medio intentara sentarse y tocarlo, probablemente sus dedos volarían y explotarían, pero tampoco es agotador escucharlo. Todo lo contrario, de hecho. Es muy divertido y, con suerte, un presagio de muchas más cosas geniales por venir".
Al calificar el álbum con 3 de 5, Hugh Felder de la revista Classic Rock dijo: "Aunque el sustituto de [Mike Portnoy], Mike Mangini, nunca se apartó realmente del modelo que ya se había establecido, hay una sensación rejuvenecida en este álbum de reunión del 'equipo de ensueño', que gira en torno al impacto de la interrupción del sueño, desde el sonambulismo hasta las pesadillas".
Sputnikmusic dio una reseña positiva que decía que "A pesar de que esencialmente se apegan a la misma fórmula que han estado empleando desde que trajeron a Jordan Rudess, Parasomnia todavía se siente como un soplo de aire fresco. Tal vez sea porque este es su álbum más oscuro y con más guitarras desde Train of Thought . Tal vez sea la pizca de ideas modernas o la forma en que las canciones logran lograr un equilibrio perfecto, lo suficientemente estructuradas para sentirse cohesivas pero lo suficientemente intrincadas para ofrecer los elementos progresivos que los fanáticos de Dream Theater adoran. Tal vez sea un poco de todo. Por supuesto, el regreso de Mike Portnoy juega un papel importante, aportando su estilo característico tanto a la batería como a la composición. Después de casi 15 años de lanzamientos mediocres, Parasomnia es un regreso triunfal a la forma, posiblemente su trabajo más creativo, centrado y atractivo desde Metropolis, Pt. 2 ". Andy Thorley, de Maximum Volume Music escribió en su reseña: "Parasomnia, el decimosexto disco (de Dream Theater), es un viaje a la oscuridad y hay poca luz al final del túnel, lo cual es apropiado dado que su título es un término para los trastornos perturbadores relacionados con el sueño, incluidos el sonambulismo, la parálisis del sueño y los terrores nocturnos; dada la duración de las canciones, el álbum se siente como un verdadero descenso al dolor, antes de que una sección funky nos recuerde su espíritu inquebrantable. En realidad, sólo había una forma de terminar esto: una enorme y sinuosa epopeya de 20 minutos. Parasomnia ofrece, una vez más, absolutamente increíble. No se le puede hacer mayor elogio que decir que está a la altura de A Change of Seasons".